# Andreas Jankowitsch
Andreas Jankowitsch (* 1971 in Wien) ist ein österreichischer Opernsänger, Bassbariton.

## Leben und Karriere
Andreas Jankowitsch war Sopransolist bei den Wiener Sängerknaben, erlernte das Klavierspiel, studierte Konzertfach Orgel bei Rudolf Scholz an der Universität für Musik und darstellende Kunst Wien in Wien. Nach Beendigung dieses Studiums inskribierte er für Komposition an der Hochschule für Musik und darstellende Kunst bei Iván Eröd, beendete dieses Studium aber frühzeitig, weil er gleichzeitig mit dem Gesangsstudium an der Hochschule für Musik und darstellende Kunst bei Franz Lukasovsky, Walter Berry, Michael Temme und Robert Holl Wien, ausgelastet war und darin seine Berufung sah.
Während seines Studiums wurde er bereits an das Landestheater Salzburg engagiert und sang als junger Sänger „alte“ Partien wie den Arnolphe in Rolf Liebermanns Die Schule der Frauen oder auch den Baculus in Albert Lortzings Der Wildschütz, dabei arbeitete er mit Dirigenten wie Hubert Soudant und Stéphane Denève und Regisseuren wie Harry Kupfer, Gert-Hagen Seebach und Thomas Schulte-Michels.
Nach zweijähriger Ensemblezeit entschloss sich Jankowitsch, sein Glück als freiberuflicher Sänger zu versuchen. Sein erstes Engagement führte ihn nach Bregenz, wo er am Kornmarkttheater die Rolle des Leporello in Wolfgang Amadeus Mozarts Don Giovanni sang. Dirigiert wurde diese erste Operninszenierung Tobias Morettis von Christoph Eberle.
Sein weiterer Werdegang führte ihn nach Deutschland (Wuppertaler Bühnen, Theater Freiburg, Komische Oper Berlin, Haus der Berliner Festspiele, Theater Bonn), in die Niederlande (Theater Rotterdam Schouwburg, Theater aan het Vrijthof, Maastricht), Belgien (Vlaamse Opera), Frankreich (Opéra de Dijon, Grand Théâtre de Bordeaux), Spanien (Teatro Principal de Alicante, Teatro Principal Zaragoza) und in österreichische Häuser (Wiener Staatsoper, Theater an der Wien, Kammeroper Wien, Landestheater Salzburg, Bühne Baden, Landestheater Vorarlberg), freie Spielstätten wie die Neue Oper Wien, Sirene Operntheater, Taschenoper Wien, sowie zu den namhaftesten Festivals (Salzburger Festspiele, Bregenzer Festspiele, Styriarte Graz, Carinthischer Sommer und den Wiener Festwochen).
Dabei arbeitete er mit Dirigenten wie Nikolaus Harnoncourt, Franz Welser-Möst, Bertrand de Billy, Simone Young, Leo Hussain, Ingo Metzmacher,  Kyrill Petrenko, Dennis Russell Davies, Marc Albrecht, Claus Peter Flor oder Peter Keuschnig, sowie Regisseuren wie Harry Kupfer, Hans Neuenfels, Torsten Fischer, Tobias Moretti, Keith Warner, Christof Loy, Caroline Gruber zusammen.
Andreas Jankowitsch ist auch Interpret zeitgenössischer Musik. Als sogenannter „Schnellstudierer“ sang er in Uraufführungen von Werken der Komponisten Péter Eötvös, Wolfgang Mitterer, Gerhard E. Winkler, Stephan Winkler, Wolfram Wagner, Bernhard Lang, Bruno Strobl und interpretierte Stücke von Arnold Schönberg bis Tsippi Fleischer.
Auch als Konzertsänger trat Andreas Jankowitsch auf, unter anderem in New Yorks Carnegie Hall, der Boston Symphony Hall, der Laeiszhalle Hamburg, dem Wiener Musikverein, dem Wiener Konzerthaus, dem Brucknerhaus Linz als Interpret von Oratorien von Johann Sebastian Bach bis Karol Szymanowski.
Opernpartien (auszugsweise)
- George Antheil: Charles in Venus in Africa
- Ludwig van Beethoven: Don Pizarro in Fidelio
- Claude Debussy: Golaud in Pelléas et Mélisande
- Peter Eötvös: L’envoyé de la Cour in Le Balcon
- Peter Eötvös: Engel B in Lilith
- Peter Eötvös: Roy Cohn in Angels in America
- Tsippi Fleischer: Kain in Cain & Abel
- Detlev Glanert: Graf von Wernthal in Scherz, Satire, Ironie und tiefere Bedeutung
- Philip Glass: Mr. Kallenbach in Satyagraha
- Christoph Willibald Gluck: Calchas in Iphigenie in Aulis
- Christoph Willibald Gluck: Skythe und Minister in Iphigenie auf Tauris
- Charles Gounod: Mephisto in Faust
- Joseph Haydn: Buonafede in Il mondo della luna
- Hans Werner Henze: 2. Offizier, 2. Heiduck in Der Prinz von Homburg
- Engelbert Humperdinck: Vater (Peter) in Hänsel und Gretel
- Emmerich Kálmán: Feri in Die Csárdásfürstin
- Heinz Kratochwil: Bruder Bernhard in Franziskus
- Ernst Krenek: Narr in Das geheime Königreich
- Rolf Liebermann: Arnolphe in Die Schule der Frauen
- Albert Lortzing: Baculus in Der Wildschütz
- Felix Mendelssohn Bartholdy: Sancho Pansa in Die Hochzeit des Camacho
- Darius Milhaud: Freund des Matrosen in Le pauvre matelot
- Wolfgang Mitterer: König, Riese, und Einhorn in Das tapfere Schneiderlein
- Wolfgang Mitterer: Zek in Play Zero
- Wolfgang Mitterer: Titelrolle in Baron Münchhausen
- Wolfgang Amadeus Mozart: Guglielmo und Alfonso in Così fan tutte
- Wolfgang Amadeus Mozart: Figaro, Graf und Bartolo in Le nozze di Figaro
- Wolfgang Amadeus Mozart: Leporello und Don Giovanni in Don Giovanni
- Wolfgang Amadeus Mozart: Papageno, Geharnischter, Priester und Sprecher in Die Zauberflöte
- Wolfgang Amadeus Mozart: Colas in Bastien und Bastienne
- Jacques Offenbach: Ko-Ko-Ri-Ko in Ba-ta-clan
- Jacques Offenbach: L’ile de Tulipatan
- Jacques Offenbach: Luther, Crespel und Dapertutto in Les contes d’Hoffmann
- Jacques Offenbach: Kalchas in Die schöne Helena
- Jacques Offenbach: Brasilianer in Pariser Leben
- Giovanni Paisiello: Figaro in Il barbiere di Siviglia
- Giacomo Puccini: Scarpia in Tosca
- Giacomo Puccini: Sharpless in Madama Butterfly
- Einojuhani Rautavaara: Hermesson in Das Sonnenhaus
- Maurice Ravel: Don Inigo in L’heure espagnole
- Aribert Reimann: Bengtsson in Die Gespenstersonate
- Herwig Reiter: Cavaliere in Campiello
- Gioachino Rossini: Dr. Bartolo, Basilio in Il barbiere di Siviglia
- Gioachino Rossini: Ombra di Nino in Semiramide
- Gerhard Schedl: Mann und Herr Lackl in Triptychon
- Gerhard Schedl: Riesen, Zwerge, Menschenfresser
- Bedřich Smetana: Kruschina in Die verkaufte Braut
- Oscar Straus: Ladislaus in Hugdietrichs Brautfahrt
- Johann Strauss jr.: Frank in Die Fledermaus
- Richard Strauss: Jochanaan in Salome
- Bruno Strobl: Wilhelm 2. in Hemma
- Viktor Ullmann: Lautsprecher in Der Kaiser von Atlantis
- Giuseppe Verdi: Dottore und Sicario in Macbeth
- Wolfram Wagner: Mann in Endlich Schluß
- Carl Maria von Weber: Kuno und Kaspar in Der Freischütz
- Isidora Žebeljan: Djenka in Die Marathonfamilie

## Auszeichnungen
- 1. Preisträger des Liedwettbewerbs Petyrek-Lang-Stiftung

## Diskographie
- Gioachino Rossini: Semiramide, Radio-Symphonieorchester Wien, Wiener Konzertchor, Marcello Panni (cond.), Edita Gruberova (Semiramide), Bernadette Manca di Nissa (Arsace), Hélène Le Corre (Azema), Ildebrando DArcangelo (Assur), Juan Diego Flórez (Idreno), José Guadalupe Reyes (Mitrane), Andreas Jankowitsch (Nino's ghost)
- Ludwig van Beethoven: Messe in C, Gerald Wirth, Wiener Sängerknaben, Wiener Kammerorchester, Chorus Viennensis, Johannes Chum, Andreas Jankowitsch
- Karol Szymanowski, Franz Liszt: Stabat Mater, Marc Soustrot, Het Brabants Orkest, Brabant Koor, Isabella Klosinska, Bea Robein, Andreas Jankowitsch
- Joseph Haydn: Paukenmesse, Robert Rieder, Chor und Orchester von St. Augustin, Ana Puche, Rita Lucia Schneider, Iurie Ciobanu, Andreas Jankowitsch
- Große Orgelsolomesse, Thomas Böttcher, Chor und Orchester von St. Augustin, Regine Hangler, Annely Peebo, Clemens Kerschbaumer, Andreas Jankowitsch
- Franz Schubert: Messe in As, Robert Rieder, Chor und Orchester von St. Augustin, Regine Hangler, Annely Peebo, Christian Bauer, Andreas Jankowitsch